# Leon Nowakowski (wojskowy)

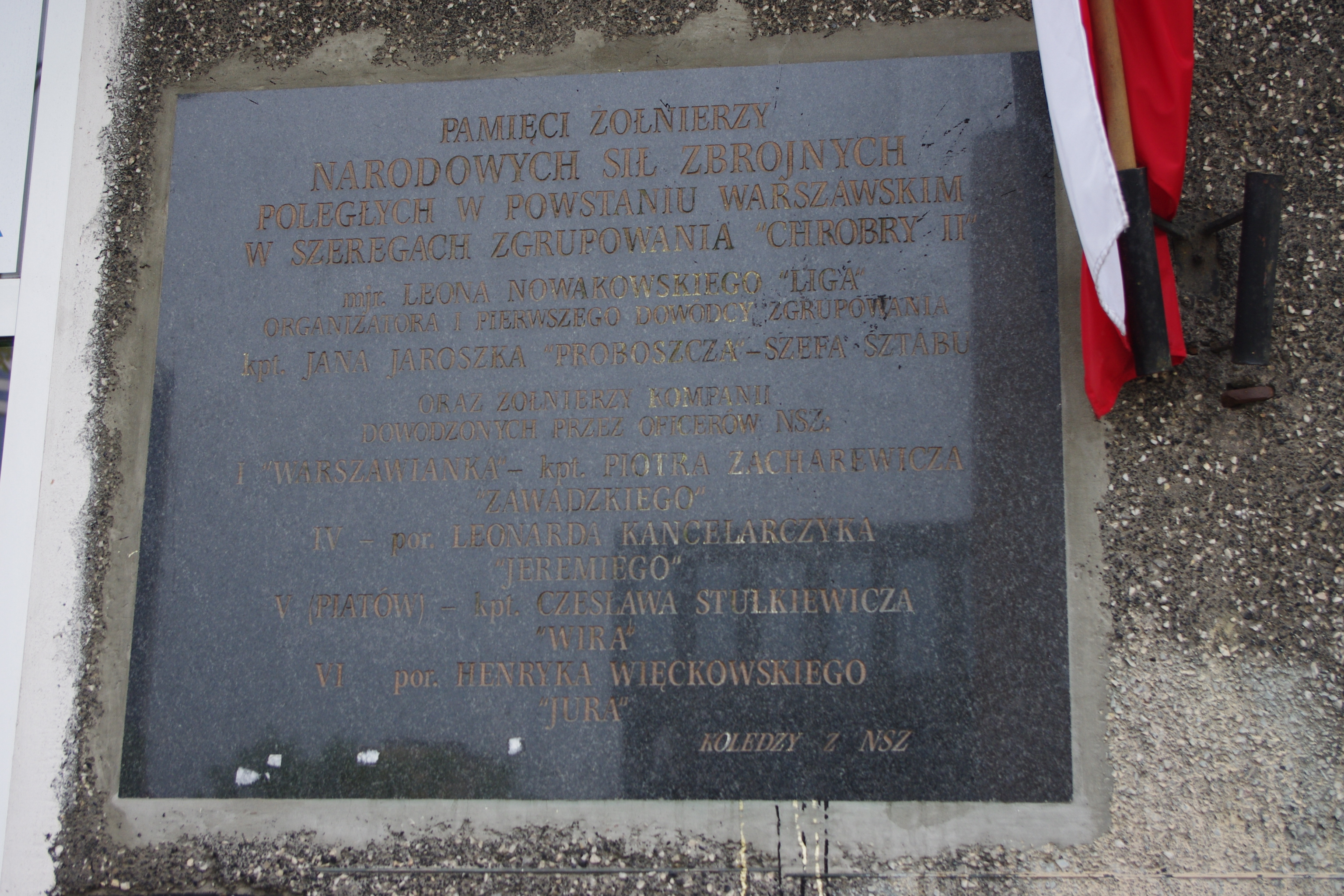
Tablica upamiętniająca żołnierzy NSZ i Batalionu „Chrobry II” w tym imiennie majora Leona Nowakowskiego na budynku przy ul. Twardej 64 w Warszawie

Leon Nowakowski ps. „Lig” (ur. 31 stycznia?/13 lutego 1908 w Brzuli koło Odessy, zm. 4 września 1944 w Warszawie) – polski wojskowy, major, twórca i pierwszy dowódca batalionu „Chrobry II”, powstaniec warszawski.

## Życiorys
W 1931 roku przydzielony do 83. pułku piechoty, gdzie dowodził kompanią jako podporucznik. W 1939 przeszedł kurs łączności i uczestniczył w kampanii wrześniowej (walczył w rejonie Żyrardowa, a następnie Modlina). Wkrótce został kapitanem, a w 1943 – majorem. Wkrótce po uzyskaniu tego stopnia stworzył pułk Narodowych Sił Zbrojnych Armii Krajowej im. Sikorskiego.
W powstaniu warszawskim walczył z batalionem „Chrobry II”. 19. dnia walk powstańczych został zastępcą majora Włodzimierza Zawadzkiego „Bartkiewicz”), zaś od 21 sierpnia do 4 września pełnił funkcję jednego z dowódców w sztabie Zgrupowania „Bartkiewicz”.
Poległ 4 września w rejonie ul. Królewskiej 27. 1 października 1944 wystawiono wniosek o odznaczenie Leona Nowakowskiego Złotym Krzyżem Zasługi z Mieczami.